# Fritz Gaiser
Friedrich „Fritz“ Gaiser (* 6. März 1907 in Baiersbronn; † 8. Juni 1994 ebenda) war ein deutscher Skilangläufer.

## Leben
Fritz Gaiser nahm an den Olympischen Winterspielen 1936 in Garmisch-Partenkirchen teil. Im 50-km-Rennen belegte er den 25. Rang. Am 18. August 1937 beantragte er die Aufnahme in die NSDAP und wurde rückwirkend zum 1. Mai desselben Jahres aufgenommen (Mitgliedsnummer 4.806.362).
Gaiser lebte in Baiersbronn, wo er das Hotel „Blume“ führte, welches noch heute in Familienbesitz ist. Im April 1954 war hier die deutsche Fußballnationalmannschaft in der Vorbereitung auf die Weltmeisterschaft 1954 zu Gast.